# Kees van Ierssel
Cornelius „Kees” Claudius Henricus van Ierssel (ur. 6 grudnia 1945 w Bredzie) – piłkarz holenderski grający na pozycji prawego lub środkowego obrońcy.

## Kariera klubowa
Van Ierssel jest wychowankiem małego klubu z rodzinnej Bredy o nazwie Baronie Breda. W 1969 roku trafił do FC Twente, grającego w Eredivisie i wtedy też 10 sierpnia zadebiutował w przegranym 1:4 meczu z FC Den Haag w wieku 24 lat, i od razu stał się zawodnikiem pierwszej jedenastki. W 1974 roku van Ierssel wywalczył z Twente wicemistrzostwo kraju rozgrywając w całym sezonie 34 mecze i zdobywając 1 gola oraz będąc jednym z filarów drużyny. W 1975 roku odnosił z Twente kolejne sukcesy – dotarł do finału Pucharu Holandii, jednak jego klub przegrał w nim 0:1 FC Den Haag. Z Twente grał także w finale Pucharu UEFA, jednak i tu klub z Enschede przegrał i to aż 1:5 z niemiecką Borussią Mönchengladbach. W 1977 roku Cees wywalczył z Twente swoje pierwsze i jedyne w karierze trofeum – Puchar Holandii. W 1979 roku znów grał w finale krajowego pucharu, ale klub przegrał w nim z Ajaksem Amsterdam. Po tamtym sezonie van Ierssel zakończył sportową karierę w wieku 34 lat.
| Sezon   | Klub          | Kraj     | Rozgrywki     | Mecze | Bramki |
| ------- | ------------- | -------- | ------------- | ----- | ------ |
| 1967/68 | Baronie Breda | Holandia | Eerstedivisie | ?     | ?      |
| 1968/69 | Baronie Breda | Holandia | Eerstedivisie | ?     | ?      |
| 1969/70 | FC Twente     | Holandia | Eredivisie    | 34    | 2      |
| 1970/71 | FC Twente     | Holandia | Eredivisie    | 34    | 2      |
| 1971/72 | FC Twente     | Holandia | Eredivisie    | 34    | 3      |
| 1972/73 | FC Twente     | Holandia | Eredivisie    | 32    | 1      |
| 1973/74 | FC Twente     | Holandia | Eredivisie    | 34    | 1      |
| 1974/75 | FC Twente     | Holandia | Eredivisie    | 33    | 1      |
| 1975/76 | FC Twente     | Holandia | Eredivisie    | 34    | 3      |
| 1976/77 | FC Twente     | Holandia | Eredivisie    | 32    | 0      |
| 1977/78 | FC Twente     | Holandia | Eredivisie    | 34    | 1      |
| 1978/79 | FC Twente     | Holandia | Eredivisie    | 12    | 0      |

## Kariera reprezentacyjna
W reprezentacji Holandii van Ierssel zadebiutował 10 października 1973 roku w zremisowanym 1:1 meczu z Polską. Rok później znalazł się w kadrze powołanej przez Rinusa Michelsa na mistrzostwa świata w RFN. Nie zagrał tam żadnego meczu będąc jedynie rezerwowym dla takich zawodników jak Ruud Krol, Wim Suurbier czy Rinus Israël. Z turnieju tego przywiózł symboliczny srebrny medal za wicemistrzostwo świata. Reprezentacyjną karierę kończył w tym samym roku meczem ze Szwajcarią (1:0). Ogółem w kadrze van Ierssel wystąpił w 6 meczach i nie zdobył w nich gola.